# Soffie
Soffie (* Juni 1999 in Backnang, bürgerlich Sofie Aspacher) ist eine deutsche Sängerin.

## Leben
Soffie ist in Backnang und Auenwald aufgewachsen. Sie besuchte das Bildungszentrum in Weissach im Tal und legte dort das Abitur ab. Nach einem Amerikanistikstudium an der Eberhard Karls Universität in Tübingen begann sie im Wintersemester 2022/2023 ein Amerikanistik-Masterstudium in Berlin. Sie studiert im Masterstudiengang Popular Music an der Popakademie Baden-Württemberg in Mannheim.
Ihr Lied Für immer Frühling, welches nach ihren Angaben zwischen Weihnachten und Silvester 2023 entstand, erreichte Anfang 2024 Platz elf der Deutschen Singlecharts. Es gilt als Lied der Proteste gegen Rechtsextremismus in Deutschland und Österreich 2024.
Vor der Bundestagswahl 2025 unterstützte Soffie mittels eines Webvideos mit Heidi Reichinnek die Partei Die Linke.